# Paseo de Colón (San Sebastián)
El paseo de Colón es una vía pública de la ciudad española de San Sebastián.

## Descripción

Cristóbal Colón da nombre al paseo

La vía, que ostenta el título actual desde 1895, nace del puente de Santa Catalina y discurre, paralela en gran parte a la calle de Zabaleta, hasta llegar a la avenida de la Zurriola. Tiene cruces con las calles Nueva, de Aguirre Miramón, de las Dunas y de Miguel Imaz, la plaza de los Luises Obreros, la confluencia de la calle de Ramón y Cajal con la de Claudio A. Luzuriaga, la Gran Vía y la calle de Bermingham. Con el título se quiso conmemorar el cuarto centenario de la llegada de Cristóbal Colón a América en 1492. El paseo aparece descrito en Las calles de San Sebastián (1916) de Serapio Múgica Zufiria con las siguientes palabras:

Paseo de Colón.—En sesión de 23 de Julio de 1895, acordó el Ayuntamiento poner el nombre de «Paseo de Colón» al que arranca del Puente de Santa Catalina y se extiende hasta el Matadero de Semeroya. Aunque la resolución fué tres años posterior al cuarto centenario del descubrimiento de América, la génesis del acuerdo hay que buscarla en aquella conmemoración que puso de relieve ante los ojos de todas las gentes, aun de aquellas más apartadas de toda investigación histórica, la estupenda grandeza del marino genovés que extendió los límites del mundo conocido, buscando a través de mares inexplorados un continente de feracidad maravillosa en que el cielo parecía haber derramado todos su dones, y la tierra prodigado todas sus riquezas en metales preciosos y plantas de singular hermosura, a un tiempo bellas y productivas.
(Múgica Zufiria, 1916, p. 181)